# Tati Siding
Tati Siding – wieś w Botswanie w dystrykcie North East. Według spisu ludności z 2011 roku wieś liczyła 8112 mieszkańców.